# Habranthus immaculatus
Habranthus immaculatus là một loài thực vật có hoa trong họ Amaryllidaceae. Loài này được Traub & Clint mô tả khoa học đầu tiên năm 1957.